# ブイビエン通り
ブイビエン通り（ブイビエンどおり、ベトナム語：Đường Bùi Viện / 塘裴援）は、ベトナムの都市によく見られる通りの名前。ここではホーチミン市にある通りについて記述する。デタム通りとともに世界中からのバックパッカーが集まる場所になっている。

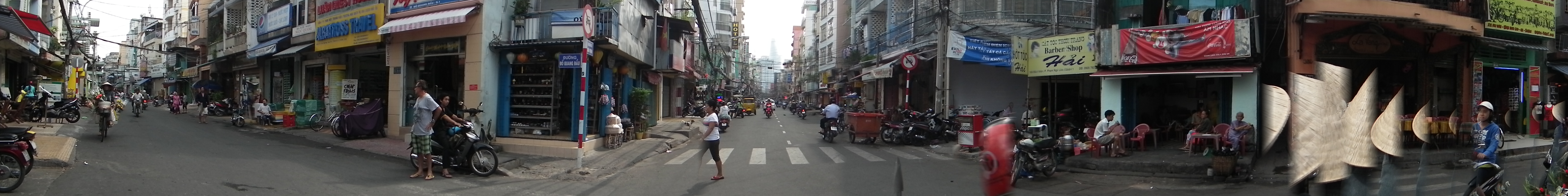
ブイヴィエン通り

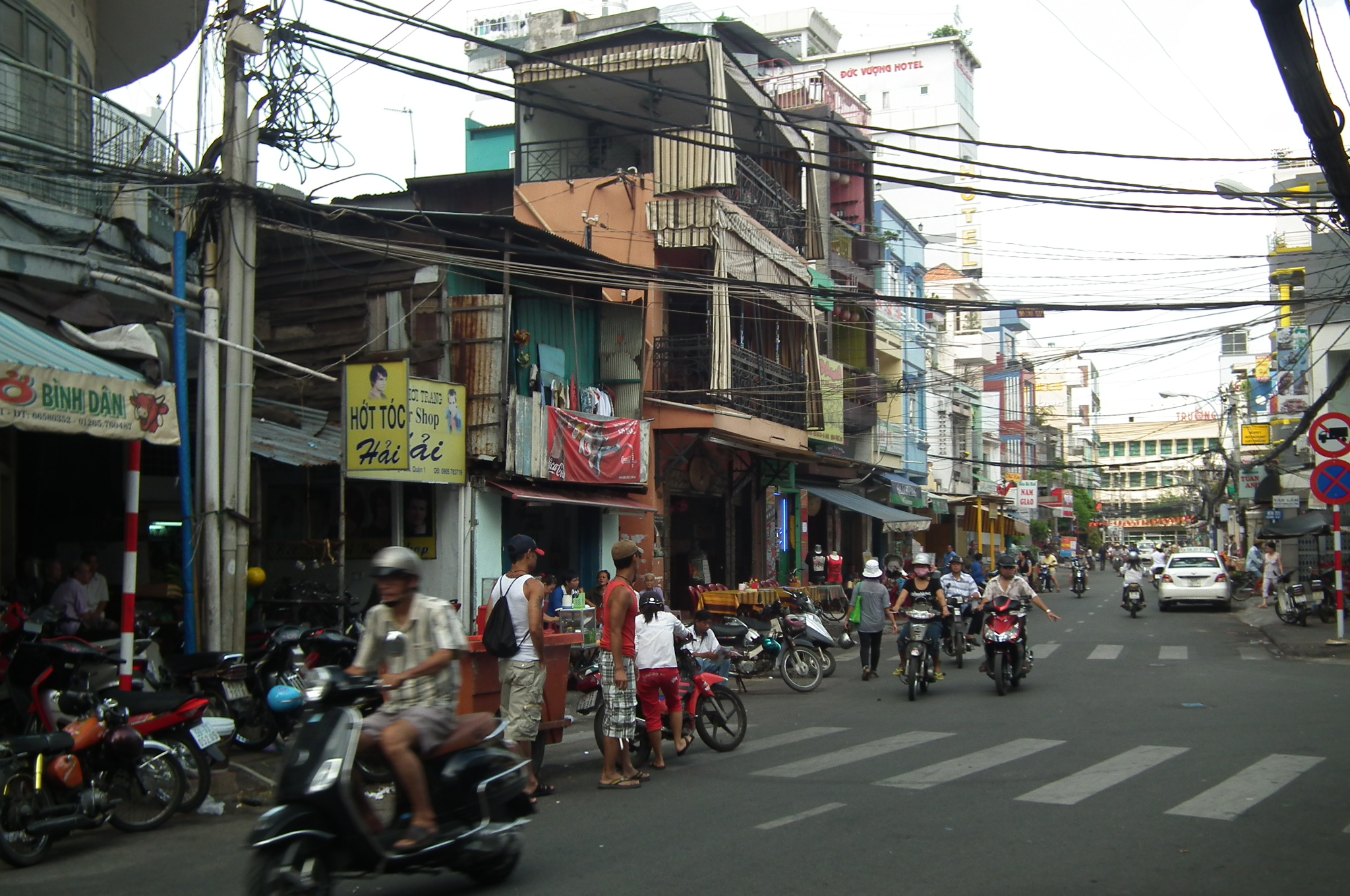
ブイヴィエン通り中央付近

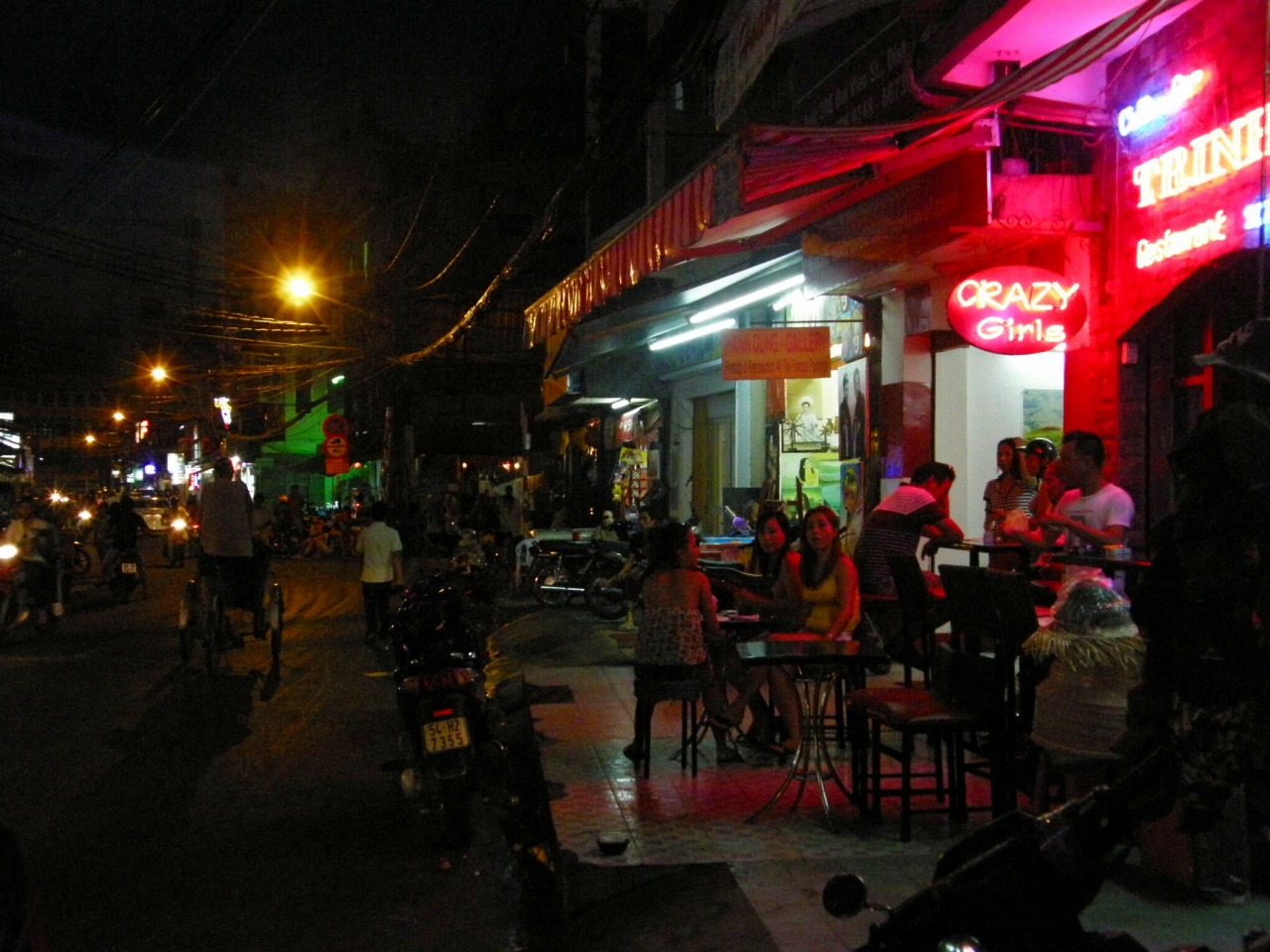
夜のブイヴィエン通りはバックパッカーの溜り場となる

## 概要
かつては1本北に平行して走るファングーラオ通りがバックパッカーに人気の通りであったが、近年ではこのブイビエン通りと交叉するデタム通りが活気がある。この2つの通りには多くの安宿、ホテル、旅行会社、レストラン、バー、屋台、露天商などが集結しており、夜遅くまで飲食店から大音量の音楽が流れるなどの大変な活気を見せ、旅人街らしい雰囲気を呈している。さらに近年はインド料理、タイ料理、スリランカ料理をはじめ中東料理、トルコ料理などの各国料理店が次々に出店し、グルメスポットとしても注目されている。また、古くからの庶民の生活ぶりも垣間見ることができる。
西端北側のファングーラオ通りとの交差点には、タイビン市場がある。
近年の旅行社の増加で、外国人を狙った犯罪が多くなっており、私服警官も巡回している。特に、外国人とバイクタクシーとのトラブルが絶えないと言われているが、スマートフォンアプリのGrabなどを使うことでトラブルは避けられる。